# Hancom Office
ThinkFree Office es una suite ofimática, escrita en Java que se ejecuta en Windows, Linux, Macintosh y plataformas Android.
La familia de productos de ThinkFree Office incluye Thinkfree Online, que es la primera suite ofimática en línea compatible con Microsoft Office,  ThinkFree Office incluye un procesador de palabras (Write), una hoja de cálculo (Calc), un programa de presentación (Show) y un editor WYSIWYG de HTML y editor de notas (Note).
La marca y los productos de software ThinkFree, son propiedad de Hancom, una empresa de Corea del Sur que también vende una suite de oficina de escritorio independiente bajo su propia marca, Hancom Office. Mientras ThinkFree Office, Lee y escribe los formatos de archivo de Microsoft Office (.doc, .xls y .ppt) y tiene una apariencia similar a Microsoft Word, Excel y PowerPoint, Hancom Office usa un conjunto diferente conjunto de formatos de archivo propietarios.

## ThinkFree Online
- ThinkFree Online[2] es una edición basada en web que corre Write, Calc, Show y Note en un navegador con una mezcla de tecnologías Java applet y Ajax . Es libre de usar por un período de prueba de 30 días, excepto los usuarios en Australia y Nueva Zelanda,[3][4] donde sólo miembros pagos de BigPond pueden usar el servicio. Una forma de evitar esto es hacer clic en el botón de ya se tiene una cuenta en la página de inicio y luego hacer clic en sign up.
- Cada usuario se le asigna 1 GB de espacio de almacenamiento en línea para guardar documentos. ThinkFree Online permite a los usuarios colaborar en documentos con otros, publicar en un blog o la web. ThinkFree Online también mantiene un historial de versiones por documento de los cambios que son hechos.
- La versión del applet de Java, o el modo Power Edit, existe para todas las aplicaciones y parece ser un port del applet de las versiones originales para escritorio escrito en Java. El modo Quick Edit, basado en Ajax (ofrecido solamente para Write y Show) puede correr sin la necesidad de iniciar un applet. También, ThinkFree Online soporta una utilidad de administrador de sincronización para mantener documentos en el escritorio, espacios de trabajo en línea y móviles, actualizados automáticamente.

## ThinkFree Docs
ThinkFree Docs es una comunidad en línea de editores que comparten una variedad de documentos, hojas de cálculo y presentaciones. Está pensada para trabajar en conjunción con ThinkFree.

## ThinkFree Server
ThinkFree Server es una solución de office basada en web para servidores. Sin instalar un programa separado de oficina en el PC, se pueden editar los documentos y aún participar en colaboración con documentos a través de un servidor. Desde un punto de vista empresarial, todos los recursos de documentos de la empresa pueden concentrarse en un solo lugar para mejorar la seguridad y prevenir la pérdida de datos.
ThinkFree se enfoca exclusivamente en su suite de productividad ofimática comparado con Google, Microsoft y Zoho. Este software, que es comparable tanto en la interfaz de usuario y conjunto de características con Microsoft Office 2003 o LibreOffice, está escrito en Java para permitir fácil portabilidad entre plataformas y por ello se ve y opera exactamente de la misma manera, si ha sido instalado localmente o corre desde un servidor. Desgraciadamente, esta misma dependencia de Java, hace que sea difícil de ejecutar en los navegadores Web móviles. Lo que se obtiene a cambio de la sobrecarga adicional que introduce Java es una aplicación Web que es exactamente tan capaz como sus contrapartes de escritorio, sin ninguna de las características que arbitrariamente faltan en las aplicaciones web de oficina. En la comparación de las suites ofimáticas, ThinkFree es considerado el mejor entre otras populares suites de web incluyendo Google Docs y Zoho Docs.
El ThinkFree Server Integrator es un servidor de oficina web autohospedado que permite a los usuarios agregar funcionalidad de oficina web en sus aplicaciones web o portales existentes . A diferencia de otros proveedores de aplicaciones hospedadas, El ThinkFree Server Integrator permite a las empresas privadas desarrollar sus propias oficinas virtuales personalizados y seguras.
Hancom se convirtió en un socio de VMware y lanzó ThinkFree Server para Zimbra, que puede integrarse a VMware Zimbra Collaboration Suite para ofrecer una solución integral, basada en la web para productividad de la oficina, colaboración y correo electrónico.

## ThinkFree Mobile
ThinkFree Mobile es una versión de ThinkFree office disponible para la plataforma Android y que viene con algunos teléfonos de Virgin Mobile, Cellular South Boost mobile y TMobile.
ThinkFree Mobile tiene funciones para ver, editar y crear documentos de texto y de hoja de cálculo, presentaciones de diapositivas, y visor de archivos PDF. Su alta compatibilidad y su relativo bajo costo lo denominan a sí mismo como "el mejor valor general".
ThinkFree Mobile ha sido pre-instalado en muchos dispositivos móviles como el Samsung Galaxy Nexus, tabletas de Fujitsu Fujitsu's tablets y HCL, uno de los fabricantes de dispositivos móviles más grande de la India.